# Kirkliston
Kirkliston är en ort i Storbritannien.   Den ligger i kommunen Edinburgh och riksdelen Skottland, i den centrala delen av landet, 500 km norr om huvudstaden London. Kirkliston ligger 37 meter över havet och antalet invånare är 3 139.
Terrängen runt Kirkliston är huvudsakligen platt, men åt sydost är den kuperad.Runt Kirkliston är det ganska tätbefolkat, med 120 invånare per kvadratkilometer. Närmaste större samhälle är Edinburgh, 12,8 km öster om Kirkliston. Trakten runt Kirkliston består i huvudsak av gräsmarker.